# School on Fire
Pour plus de détails, voir Fiche technique et Distribution.
School on Fire (學校風雲, Xue xiao feng yun) est un film hongkongais réalisé par Ringo Lam, sorti en 1988.

## Synopsis
Une jeune écolière est témoin d'une bagarre. Les triades comme la police font pression sur elle. Face aux agressions de toutes parts, elle sombre peu à peu, jusqu'à se prostituer...

## Fiche technique
- Titre : School on Fire
- Titre original : 學校風雲 (Xue xiao feng yun)
- Réalisation : Ringo Lam
- Scénario : Yin Nam
- Musique : Lowell Lo
- Pays d'origine : Hong Kong
- Format : Couleurs - 1,85:1 - Mono - 35 mm
- Genre : Drame, action et thriller
- Durée : 98 minutes
- Date de sortie : 1988

## Distribution
- Roy Cheung : frère Smart
- Ho Ka-kui : frère Happy
- Victor Hon : Chu Man-hung
- Lam Ching-ying : Hoi
- Damian Lau : Wan
- Amanda Lee
- Sarah Lee : Kwok Siu-chun
- Ng Chi-hung : Tin-chiu
- Wong Kwong-leung : Chuen-ngor
- Fennie Yuen : Chu Yuen-fong

## Accueil
Le film se voit imposé plusieurs coupes dans son dernier tiers par la censure, et le succès public du film reste modeste.